# LayCool
LayCool fue un equipo de lucha libre profesional heel formado por Layla & Michelle McCool que trabajó para la World Wrestling Entertainment/WWE en su marca SmackDown desde 2009 hasta principios de 2011. Conformado por Layla & Michelle McCool, es considerado uno de los mejores dúos en la historia de la lucha libre, esta posicionado en el #36 en los equipos más emblemáticos de la historia de WWE/ECW/WCW/WWF, son el equipo femenil más premiado en WWE y son las únicas que fueron Co-Campeonas del WWE Women's Championship y el WWE Diva's Championship.

## Carrera

### World Wrestling Entertainment/WWE

#### 2009

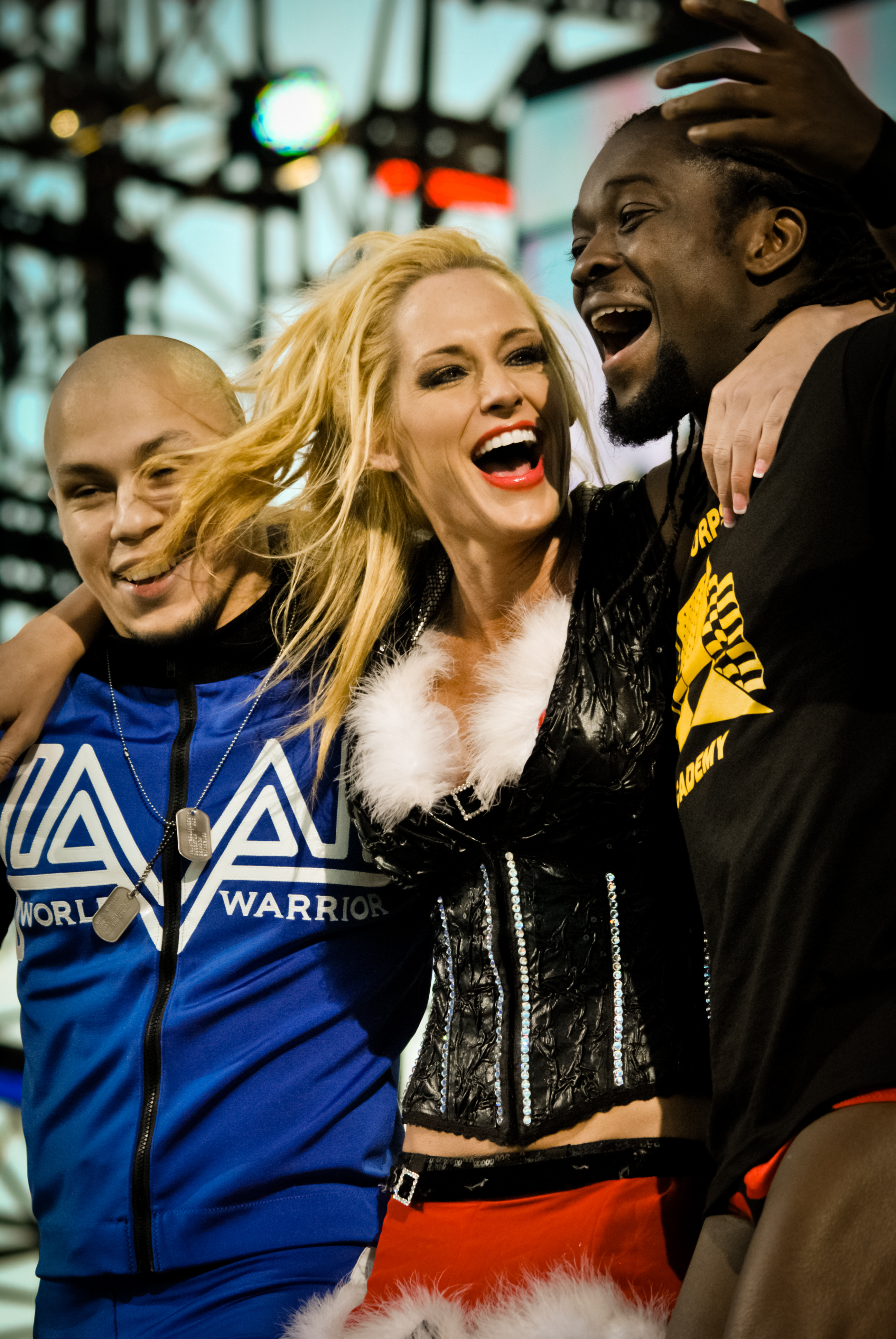
McCool junto a Kaval y Kofi Kingston en el Tribute to the Troops.

El 15 de abril de 2009, Layla fue enviada a la marca SmackDown! por el Draft Suplementario donde tuvo una rivalidad con Eve Torres mientras que Michelle McCool tenía una rivalidad con la campeona femenina Melina. Tras derrotar a Melina y obtener el  Campeonato Femenino, Michelle McCool se une con  Layla en distintas ocasiones, pero, comienzan a formar un equipo luego del traslado de Mickie James de  Raw a  SmackDown, quien en su primera lucha desde su traslado derrotó a  Layla y desafió a Michelle McCool por el WWE Women's Championship comenzando así su rivalidad. Al tener que luchar en una lucha de equipos en Bragging Rights, McCool no se enfrentó ante Mickie James. Luego de esto continuó el Feudo entre Michelle McCool y Mickie James enfrentándose en  Survivor Series en una lucha de eliminación entre el Team James (Mickie James, Melina (c), Gail Kim, Eve Torres y Kelly Kelly) contra el Team McCool (Michelle McCool (c),  Layla, Beth Phoenix, Alicia Fox y Jillian Hall) donde las primeras obtuvieron la victoria. Al SmackDown siguiente continuó la rivalidad entre el grupo ya nombrado por "LayCool" y Mickie James hasta enfrentarse en TLC 2009 donde Michelle McCool, acompañada por  Layla, retuvo su título ante Mickie James. Layla estuvo ayudando a McCool en la lucha continuando el feudo entre ella y McCool contra Mickie.

#### 2010
En enero durante el Royal Rumble, McCool perdió su título ante Mickie James. En el episodio del 12 de febrero de SmackDown, LayCool derrotó a James en un combate de handicap sin el título por la consultora de SmackDown Vickie Guerrero, quien había sido accidentalmente humillada por James en el backstage. Participaron en Elimination Chamber en un Tag Team contra Maryse & Gail Kim, lucha que ganó LayCool. El 23 de febrero en SmackDown!, Michelle McCool derrotó a Mickie James, ganando el Campeonato Femenino por segunda vez. Con James fuera de escena, su persistente rivalidad con Phoenix estalló cuando Phoenix salvó a Tiffany de una paliza de LayCool el 12 de marzo. La semana siguiente, Tiffany y Phoenix derrotaron a LayCool en un combate por equipos estándar. Esto llevó a una lucha por equipos de 10 Diva en WrestleMania XXVI junto a Alicia Fox, Maryse & Vickie Guerrero derrotaron a Beth Phoenix, Kelly Kelly, Gail Kim, Eve Torres & Mickie James. En WWE Superstars, LayCool y Guerrero cortaron una promoción en la que se burlaban de Phoenix por no encajar en su imagen de lo que debería ser una Diva, y Guerrero colocó a Phoenix en una lucha 'intergénero' contra Layla que Phoenix ganó, a pesar de una fuerte interferencia de McCool y Guerrero. En Extreme Rules 2010, McCool perdió nuevamente el Campeonato Femenino, pero esta vez ante Beth Phoenix en un Extreme Makeover Match, siendo el primer combate de este tipo en la historia de la WWE. Al día siguiente en el episodio especial de Raw, ganaron la adquisición de Kelly Kelly de RAW a SmackDown! gracias al Draft, tras derrotar a Eve Torres & Maryse. Gracias a esto, iniciaron un feudo con Beth Phoenix. Perdieron 2 luchas ante ella, una fue de LayCool contra Beth Phoenix & Kelly Kelly y otra fue contra Beth Phoenix & Tiffany.
El 11 de mayo se enfrentaron a la Campeona Femenina Beth Phoenix, porque McCool usó su cláusula de revancha y Vickie Guerrero ordenó un 2 on 1 Handicap Match, pero al ser Layla quién cubrió a Beth, ganó su primer Campeonato Femenino. Después de esta victoria LayCool se autoproclamaron las Co-Women's Champions, aunque la WWE solo reconoció a Layla como campeona. Empezaron un feudo con Kelly Kelly & Tiffany, luchando contra ellas en SmackDown! el 7 y 21 de mayo ganando LayCool ambas luchas. También McCool derrotó a Tiffany el 3 de junio en Superstars y en ese mismo programa el 8 de julio derrotaron a Kelly Kelly & Tiffany.
En la final de la primera temporada de NXT el 1 de junio de 2010, fueron presentadas como las profesionales que acompañarían a Kaval en la segunda temporada. siendo estas las únicas luchadoras en el personal de profesionales. En Money in the Bank, Layla retuvo el Campeonato Femenino frente a Kelly Kelly gracias a la intervención de McCool. El 30 de julio, Layla tenía una lucha titular contra Tiffany, pero por orden de Vickie Guerrero, McCool la sustituyó, reteniendo de nuevo el título. Sin embargo, después de la lucha, Theodore Long les advirtió que solo podía haber una campeona y que podría haber una pelea entre ellas para definir a la campeona si no entregaban uno de los cinturones. La semana siguiente discutían junto a Teddy Long sobre el mismo tema, entonces McCool entregó su título, pero mientras discutían rompieron el otro por la mitad, quedándose cada una con la mitad.
En SummerSlam atacaron a Melina después de que ganara el Campeonato de las Divas, iniciando un feudo con ella. El 30 de agosto en RAW, la retaron a una lucha para unificar ambos títulos femeninos en Night of Champions, a lo cual Melina aceptó. En Smackdown!el 17 de septiembre, Layla & Michelle McCool hicieron un sorteo para ver quien iba a luchar contra Melina, ganando McCool. A pesar de que Layla era la campeona oficial, McCool participó en el partido y ganó con la ayuda de Layla para unificar ambos campeonatos. En dicho evento, Michelle McCool derrotó a Melina, unificando ambos campeonatos y dejando activo el Campeonato de Divas. La noche después de Night of Champions en Raw, Layla defendió el Campeonato Unificado de Divas contra Melina, consolidando su condición de cocampeonas. A las dos semanas siguientes en Raw se realizó un Battle Royal para determinar quien se enfrentaría a LayCool por el Campeonato de las Divas siendo la ganadora  Natalya. En Hell in a Cell, McCool luchó contra Natalya por el Campeona de Divas, pero perdió por descalificación, ya que Layla le arrojó una zapatilla a Natalya, y así retuvieron el título e iniciaron un feudo con Natalya donde durante varias semanas LayCool se burlaban de ella llevándolas a una lucha en Bragging Rights donde Layla logró retener el título gracias a la intervención de McCool En la edición de RAW el 1 de noviembre, Natalya derrotó a McCool, ganando una oportunidad por el Campeonato de las Divas en Survivor Series, evento en el que ambas se enfrentaron a Natalya. Sin embargo, fueron derrotadas, perdiendo así el título. Después del combate, atacaron a Natalya, pero fue salvada por Beth Phoenix, quien hacía su regreso tras una lesión. En TLC: Tables, Ladders & Chairs se enfrentaron en un Diva Tornado Tag Team Tables Match, ante  Natalya y Beth Phoenix siendo el primer combate de este tipo, donde fueron derrotadas.

#### 2011
A comienzos de enero LayCool desafió a  Natalya para una lucha titular haciendo uso de su cláusula de revancha. el 30 de enero en  Royal Rumble LayCool obtuvo su revancha ante  Natalya en una lucha titular, en la cual originalmente se enfrentarían LayCool y Natalya en una lucha en desventaja, pero el Gerente General anónimo de  Raw cambió el combate a una lucha Fatal 4-Way incluyendo a  Eve y siendo la última la que obtuvo la victoria al cubrir a  Layla, pero paralelamente McCool cubría a Natalya. Al SmackDown siguiente para evitar controversia Eve Torres se enfrentó a  Layla en una lucha titula reteniendo el título, generando una discusión entre Layla & Michelle McCool. En las próximas semanas, Layla siguió perdiendo, a pesar de la ayuda de McCool, provocando más fricciones. McCool atacó a Rosa Mendes durante su partido con Layla y provocó que Layla perdiera por descalificación, alegando que Layla no podía ganar por sí misma, y Layla estaba furiosa con McCool por no tener fe en ella. Luego de esto LayCool se une con Dolph Ziggler & Vickie Guerrero en un feudo contra  Edge & Kelly Kelly llevándolos hasta una lucha en desventaja entre Dolph Ziggler y LayCool en contra de  Edge & Kelly Kelly por el  Campeonato mundial peso pesado en el evento estelar de  SmackDown siendo los últimos los ganadores.
El 20 de enero en  Elimination Chamber LayCool atacó a Kelly Kelly quien hacia su regreso a la WWE luego de ser despedida por Vickie Guerrero pero fue ayudada por Trish Stratus quien también hacia su regreso a la WWE y a  Tough Enough. Después de esto, ambas empezaron a molestarse en las luchas y a distanciarse poco a poco. En WrestleMania XXVII se enfrentaron junto a Dolph Ziggler a Trish Stratus, John Morrison & Snooki, pero fueron derrotados. En el episodio del 8 de abril de SmackDown, la tensión entre el equipo aumentó cuando McCool se negó a etiquetar a Layla en un combate contra Kelly y Phoenix. Finalmente, el 15 de abril Kelly Kelly venció a Layla, McCool se molestó y la empujó. El día 19 de abril, durante una sesión de terapia de pareja, McCool atacó a Layla produciéndose por completa la ruptura entre ellas. La semana siguiente en el draft 2011 de Raw Layla luchó frente a Eve siendo derrotada por la misma, al término de la lucha McCool intentó golpear a Layla pero esta la estampó contra la barrera de protección del público y la mesa de comentaristas. En el siguiente SmackDown! Layla se enfrentó a McCool en la que quedó en Count out, después Layla reto a McCool en una lucha en Extreme Rules por la carrera. El 1 de mayo en Extreme Rules Layla derrotó a Michelle McCool en un  No Disqualification, No Count-Out Match, Loser Leaves Match en el que Michelle McCool debió abandonar la WWE, tras la lucha fue atacada por Kharma, quien hacia su debut, aplicándole un Implant Buster.,

## Campeonatos y logros
- World Wrestling Entertainment
  - WWE Women's Championship (3 veces): Layla (1) y Michelle McCool (2)
  - Co-Champion (2 Veces)
  - WWE Divas Championship (1 vez): Michelle McCool (1)
  - NXT (Temporada 2 ) como Mentoras de  Kaval
  - Slammy Award por la  Diva del año Michelle McCool (2010)
  - Slammy Award por El Cabeza Hueca del año (2010)- Perder ante Mae Young.
  - #36 en el top de WWE.com "50 Mejores Equipos en la Historia de WWE".
  - PWI situó a Michelle McCool en el N.º 1 en el PWI Female 50 en 2010.
  - PWI situó a Layla en el Nº36 en el PWI Female 50 en 2010.
  - Wrestling Observer Newsletter - Peor manera de Obtener audiencia - Insultar a Mickie James por ser Gorda.